# 토레스크림슨코쥐
토레스크림슨코쥐(Bibimys torresi)는 비단털쥐과에 속하는 설치류의 일종이다. 아르헨티나에서 발견된다.

## 분포 및 서식지
아르헨티나 부에노스아이레스 북부의 섬들과 파라나강 삼각주 가장자리, 엔트레리오스주 남단에 제한적으로 분포한다. 저지대 습지 주변에서 서식한다.